# 元容漢
元 容漢（ウォン・ヨンハン、朝鮮語: 원용한/元容漢、1877年4月26日 - 1959年2月28日）は、日本統治時代の朝鮮の教育者、牧師、大韓民国の政治家。制憲韓国国会議員。
本貫は原州元氏。号は白蘇。義兵指導者の具然英の末息子は娘婿である。

## 経歴
京畿道安城郡一竹面または驪州郡驪州邑出身。1925年3月、40代で京城メソジスト協成神学校を卒業した。1907年に驪州で私立驪興学校・咸一学校・開進学校を設立し、驪州公立普通学校漢文専科訓導、広州分院私立養成学校校長、驪州幼稚園園長、利川私立養貞女学校校長を務めたほか、監理教会の伝道師、長湖院地域担当の牧師を16年間務めた。解放後は大韓独立促成国民会驪州支部長、韓国独立党驪州支部党委員長、民族代表者大会驪州代議員、大同青年団驪州郡団長を歷任した。1948年の初代総選挙で国会議員に当選した。任期が終わった後、郡民が再出馬を勧めたが、本人は固辞し、利川養貞女子中高等学校理事会監査を務めた。